# كارولين نورتن
كارولين إليزابيث سارة نورتون (بالإنجليزية: Caroline Norton) (لقبها قبل الزواج شيريدان، 22 مارس 1808 -15 يونيو 1877) مصلحة اجتماعية إنجليزية ومؤلفة نشطة في أوائل ومنتصف القرن التاسع عشر. هجرت كارولين زوجها في عام 1836، وبعد ذلك أقام زوجها دعوى قضائية ضد صديقها المقرب اللورد ملبورن، رئيس وزراء حزب المحافظين آنذاك، للاتصال غير الشرعي بامرأة متزوجة (أي الزنا). رفضت هيئة المحلفين الادعاء، لكن كارولين لم تتمكن من الحصول على الطلاق وحُرمت من الوصول إلى أبنائها الثلاثة. أدت حملة كارولين المكثفة إلى إقرار قانون حضانة الأطفال لعام 1839 وقانون الأسباب الزوجية لعام 1857 وقانون ملكية المرأة المتزوجة لعام 1870. شكلت كارولين نموذجاً للرسومات الجدارية للعدالة في مجلس اللوردات من قِبل دانييل ماكليز، الذي اختارها لأن الكثيرين رأوا فيها ضحية شهيرة للظلم.

## الشباب والزواج
ولدت كارولين في لندن لتوماس شيريدان والروائية كارولين هنريتا كالاندر. كان والدها ممثلا وجنديا ومديرا استعماريا، وابنا للكاتب المسرحي الإيرلندي البارز ورجل الدولة لحزب المحافظين ريتشارد برينسلي شيريدان وزوجته إليزابيث آن لينلي. وكانت والدة كارولين الإسكتلندية ابنة رجل نبيل، العقيد السير جيمس كالاندر من كريجفورث والسيدة إليزابيث ماكدونيل، شقيقة النبيل الإيرلندي ماركيس أنتريم الأول. ألفت السيدة شيريدان ثلاث روايات قصيرة وصفت من قبل كاتب سيرة ابنتها بأنها «جامدة إلى حد ما مع أسلوب القرن الثامن عشر، لكنها لا تخلو من بعض السحر والطرافة...»
توفي والدها في جنوب أفريقيا في عام 1817، إذ كان يشغل منصب وزير المستعمرات في رأس الرجاء الصالح. ترك عائلته مفلسة فعلياً. رتب الأمير فريدريك دوق يورك وألباني، وهو صديق قديم لجدها، لعائلة كارولين العيش في قصر هامبتون كورت في شقة «النعمة والعطاء»، حيث مكثوا لعدة سنوات.
أدى الجمع بين الجمال والإنجازات لأخوات شيريدان إلى أن يشار إليهم بشكل جماعي باسم «النعم» الثلاثة. تزوجت الأخت الكبرى هيلين، كاتبة الأغاني، من برايس بلاكوود، البارون الرابع دفيرين وكلانيبوي. أصبحت كارولين عن طريقه عمة فريدريك هاميلتون-تمبل- بلاكوود، الماركيز الأول في دفيرين وآفا، الذي خدم لاحقاً في منصب الحاكم العام الثالث لكندا ونائب الملك الثامن للهند. شقيقتها الصغرى جورجيانا التي تعتبر أجمل الثلاثة، أصبحت فيما بعد زوجة إدوارد سيمور دوق سومرست الثاني عشر.
في عام 1827 تزوجت كارولين من جورج تشابل نورتون، المحامي وعضو البرلمان عن غيلدفورد والأخ الأصغر للورد غرانتلي. كان نورتون زوجاً غيوراً ومتملكاً، نظراً لنوبات عنيفة من السُّكر، وسرعان ما أثبت الاتحاد أنه غير سعيد بسبب سوء المعاملة العقلية والبدنية لكارولين. ومما زاد الطين بلة، أن نورتون لم ينجح في مهنته المختارة كمحامٍ أمام المحكمة العليا، وحارب الزوجان بمرارة من أجل المال.
خلال السنوات الأولى من زواجها، استخدمت كارولين جمالها وذكائها وعلاقاتها السياسية لتأسيس نفسها كمضيفة رئيسية في المجتمع. أثار سلوك كارولين غير التقليدي والمحادثة الصريحة علامات التعجب بين المجتمع البريطاني الراقي في القرن التاسع عشر، فقد صنعت الأعداء والمعجبين بنسب متساوية تقريباً. أحصت شخصيات بارزة وسياسية من بين أصدقائها مثل صموئيل روجرز وإدوارد بولوير ليتون وإدوارد تريلاوني وإبراهام هايوارد وماري شيللي وفاني كيمبل وبنجامين ديسرايلي، ملك المستقبل ليوبولد الأول ملك بلجيكا وويليام كافينديش، دوق ديفونشاير السادس.
على الرغم من الغيرة والكبرياء، شجع نورتون زوجته على استخدام علاقاتها لتحسين مسيرته المهنية. بسبب نفوذها أصبح قاضياً في شرطة العاصمة عام 1831. خلال هذه السنوات، انكبت كارولين على النثر والشعر كوسيلة لإطلاق مشاعرها الداخلية وكسب المال. لاقى كتابها الأول «أحزان روزالي» عام 1829 قبولاً جيداً. وسرعان ما تبعته بـ «ذي آنداينغ ون» وهي قصة حب تأسست على أسطورة اليهودي التائه.

## الانفصال وفضيحة ملبورن
هجرت كارولين زوجها في عام 1836. تمكنت كارولين من العيش على مكاسبها كمؤلفة، لكن نورتون ادعى أن هذه الأرباح ملكه، مجادلاً بنجاح في المحكمة، وباعتباره زوجها فأرباحها من الناحية القانونية له. لم يدفع زوجها أي شيء لها وصودرت أرباحها، لكنها استخدمت القانون لصالحها. أعدت الفواتير باسم زوجها، وعندما أتى الدائنون لتحصيل أموالهم أخبرتهم كارول أنهم إذا رغبوا بأن يدفع لهم، فيمكنهم مقاضاة زوجها.
بعد فترة ليست طويلة على انفصالهم، اختطف نورتون أبناءهم وخبأهم مع أقاربهم في إسكتلندا ثم في يوركشاير، رافضاً إبلاغ كارولين بأي شيء عن مكان وجودهم. اتهم نورتون كارولين بالتورط في علاقة غرامية مستمرة مع صديقها المقرب اللورد ملبورن، رئيس وزراء حزب المحافظين آنذاك. في البداية طلب نورتون 10000 جنيه إسترليني من ملبورن، ولكن ملبورن رفض الابتزاز وبدلاً من ذلك أخذ نورتون رئيس الوزراء إلى المحكمة.
كتب لورد ملبورن رسالة إلى اللورد هولاند أن «الحقيقة هي أن (نورتون) وحش غبي، وهي ليس لديها المزاج والرياء الكافي لتتمكن من إدارته». على الرغم من هذا الاعتراف وعلى أمل تفادي فضيحة أسوأ، ناشد كارولين بالعودة إلى نورتون، مصراً على أنه «يجب ألا تنفصل المرأة عن زوجها بينما يمكنها البقاء معه». تراجع اللورد ملبورن عن قراره بعد بضعة أيام، معلناً إلى أنه فهم قرارها بالمغادرة:
«يبدو أن هذا السلوك من جانبه غير مسؤول تماماً ... أنتِ تعلمين أني كنت دائماً أنصحك بتحمل كل شيء والبقاء حتى النهاية. اعتقدت أنه للأفضل. أخشى أنه لم يعد ممكناً. دائماً يُرثى للانتهاكات المفتوحة من هذا النوع، ولكن لديكِ عزاء أنك بذلت قصارى جهدك لدرأ هذه النهاية لأطول فترة ممكنة».
استمرت المحاكمة تسعة أيام، وفي النهاية رفضت هيئة المحلفين ادعاء نورتون وانحازت إلى اللورد ملبورن. ومع ذلك أسقطت الدعاية الناتجة الحكومة تقريباً. ماتت الفضيحة في النهاية، ولكن ليس قبل تخريب سمعة كارولين وتدمير صداقتها مع اللورد ملبورن. استمر نورتون في منع كارولين من رؤية أبنائها الثلاثة ومنعها من الحصول على الطلاق. وفقًا للقانون الإنجليزي في عام 1836، الأطفال ملكية قانونية لأبيهم ولم يكن بإمكان كارولين فعل الكثير لاستعادة الحضانة.

## الحياة اللاحقة
يقال إن كارولين كانت على علاقة غرامية لمدة خمس سنوات مع السياسي المحافظ البارز سيدني هيربرت في أوائل أربعينيات القرن التاسع عشر، ومع ذلك تزوج هيربرت من امرأة أخرى في عام 1846. في منتصف العمر، صادقت المؤلف جورج ميريديث. عملت كمصدر إلهام لديانا وارويك، البطلة الذكية الناريّة المزاجية لرواية ميريديث، ديانا أوف كروسوايز التي نُشرت في عام 1885. أصبحت كارولين أخيراً حرة بعد وفاة جورج نورتون في عام 1875. تزوجت من صديق قديم وهو الكاتب التاريخي الإسكتلندي والسياسي السير دبليو ستيرلنغ ماكسويل في مارس 1877. توفيت كارولين في لندن بعد ثلاثة أشهر.

## العائلة والأحفاد
توفي ابنها الأكبر فليتشر نورتون بسبب مرض السل في باريس عن عمر يناهز الثلاثين. دُمرت كارولين بسبب الخسارة.
تزوج ابنها المتبقي توماس برينسلي نورتون عام 1854، من شابة إيطالية اسمها ماريا كيارا إليسا فيدريجو التي قابلها في نابولي. عانى توماس أيضاً من سوء الحالة الصحية، وقضى معظم حياته باعتباره عاجز واتكل على والدته للحصول على مساعدة مالية. على الرغم من سوء حالته الصحية، عاش طويلاً بما يكفي لخلافة عمه كبارون غرانتلي الرابع في ماركنفيلد.  توفي اللورد غرانتلي عام 1877 قبل وفاة والدته في العام ذاته.
ورث ابنه جون اللقب والعقارات. كان اللورد غرانتلي الخامس جامعاً للعملات وزميلاً في جمعية خبراء الآثار في لندن وجمعية نقودي الملكية وجمعية نقودي البريطانية. جمع مجموعة كبيرة من العملات المعدنية وزرع أيضاً الأوركيد. تسبب حفيد كارولين نورتون في فضيحة في عام 1879، عندما فر مع زوجة رجل آخر، كاثرين مكفيكار، ابنة سمسار أمريكي ثري. الزوج المنبوذ هو ابن العم الأكبر للورد غرانتلي الخامس، الكبير تشارلز غرانتلي كامبل نورتون. ألغي زواج كاثرين من تشارلز وتزوجت كاثرين من جون في نوفمبر، قبل خمسة أيام من ولادة طفلهما الأول. أصبحت كاثرين مضيفة ناجحة في لندن، على الرغم من مقدمتها الفاضحة للمجتمع البريطاني.

## روابط خارجية
- كارولين نورتن على موقع الموسوعة البريطانية (الإنجليزية)
- كارولين نورتن على موقع ميوزك برينز (الإنجليزية)